# David Texeira
David Texeira, vollständiger Name César David Texeira Torres, (* 27. Februar 1991 in Salto) ist ein uruguayischer Fußballspieler, der als Stürmer eingesetzt wird.

## Karriere

### Verein
Der 1,81 Meter große Offensivspieler Texeira, der aus derselben Stadt wie die beiden uruguayischen Ausnahmestürmer Luis Suárez und Edinson Cavani stammt, begann mit dem Fußballspielen bei Deportivo Artigas im Baby fútbol. Seine weiteren Stationen im Jugendbereich waren Ferro Carril, die Auswahlen des Departamentos Salto und seit dem 13. Lebensjahr der argentinische Klub CA River Plate, wo beispielsweise Erik Lamela, Mauro Díaz und Diego Buenanotte zu seinen Mitspielern zählten. Anschließend wechselte er als 14-Jähriger zu Defensor Sporting in Montevideo und durchlief die dortigen Jugendmannschaften. Von Jorge da Silva wurde er schließlich in die Erste Mannschaft befördert. Bei den Montevideanern debütierte er in der Saison 2009/10 am 27. Februar 2010 beim 2:1-Heimsieg gegen die Rampla Juniors in der Primera División und erreichte mit dem Klub am Saisonende den 5. Platz in der Abschlusstabelle. In der Folgespielzeit qualifizierte sich seine Mannschaft als Tabellenzweiter für die Copa Libertadores und das Meisterschaftsendspiel, in dem man allerdings unterlag. Bis zu seinem letzten Ligaspiel am 20. August 2011 absolvierte er 22 Erstligapartien und schoss sechs Tore. Überdies lief er einmal (kein Tor) in der Copa Sudamericana 2010 auf. Im August 2011 wechselte er in die niederländische Eredivisie zum FC Groningen. Für den niederländischen Erstligisten, mit dem er nach einem 14. Tabellenplatz in seiner Premierensaison in der Folgespielzeit auf Rang 7 landete, erzielte er während seiner Zugehörigkeit zur niederländischen Mannschaft 14 Tore bei 65 Erstligaeinsätzen und lief zweimal (ein Tor) im KNVB Beker auf. Im Januar 2012 wurde Texeira öffentlich mit einem Wechsel zum FC Liverpool in Verbindung gebracht. Am 21. Februar 2014 unterschrieb er einen Vertrag beim nordamerikanischen MLS-Franchise FC Dallas. 2014 wurde er zwar überwiegend in der MSL eingesetzt, bestritt jedoch auch einige Partien für die Reservemannschaft in der USL. 2015 erreichte er mit dem Team als Tabellenerster das Conference-Finale der Western Conference. Seine Mannschaft schied jedoch dort gegen den späteren Meister Portland Timbers aus. Bis zu seinem letzten Ligaeinsatz am 25. Oktober 2015 stehen für ihn bei den Texanern 41 MLS-Ligabegegnungen und sechs Tore zu Buche. Saisonübergreifend wurde er ferner dreimal (zwei Tore) im US Open Cup eingesetzt. Mitte Januar 2016 wechselte er zum türkischen Klub Sivasspor, für den er bis Saisonende 15 Ligaspiele absolvierte und dabei zweimal ins gegnerische Tor traf. Nachdem dieser Klub zum Saisonende den Klassenerhalt verfehlt hatte, verließ Texeira ihn wieder. Mitte September 2016 meldete Vitória Guimarães seine Verpflichtung. In der Saison 2016/17 traf er bei insgesamt 19 Erstligaeinsätzen fünfmal ins gegnerische Tor.

### Nationalmannschaft
Bei der U-20-Fußball-Weltmeisterschaft 2011 in Kolumbien gehörte er zum Kader der Uruguayischen U-20. Im Verlaufe des Turniers bestritt er drei Länderspiele. Ein Tor schoss er nicht. Er gehörte zudem im Vorfeld der Olympischen Sommerspiele 2012 zum von Nationaltrainer Óscar Tabárez aufgestellten erweiterten Kader der U-23. Nominiert wurde er letztlich nicht.